# Withycombe
Withycombe – wieś w Anglii, w hrabstwie Somerset, w dystrykcie (unitary authority) Somerset. Leży 66 km na południowy zachód od miasta Bristol i 232 km na zachód od Londynu. W 2001 miejscowość liczyła 307 mieszkańców.